# Hoplopleura captiosa
Hoplopleura captiosa är en insektsart som beskrevs av Johnson 1960. Hoplopleura captiosa ingår i släktet Hoplopleura och familjen gnagarlöss. Inga underarter finns listade i Catalogue of Life.